# Bolesław Frey
Bolesław Antoni Frey (ur. 12 lipca 1895 w Grabówkach, zm. 1 października 1974 w Krakowie) – sędzia, żołnierz Legionów Polskich i porucznik piechoty Wojska Polskiego, działacz niepodległościowy, kawaler Orderu Virtuti Militari.

## Życiorys
Urodził się w rodzinie Ignacego i Marii z d. Oprych. Student prawa Uniwersytetu Jagiellońskiego. Był członkiem Związku Strzeleckiego w Bochni. Od 27 sierpnia 1914 w Legionach Polskich. Żołnierz w 3 pułku piechoty Legionów Polskich, z którym brał udział w walkach podczas I wojny światowej. Szczególnie odznaczył się 25 stycznia 1915 w bitwie pod Rafajłową, gdzie „powstrzymał szpice nacierającego prawego skrzydła wojsk rosyjskich”. Za tę postawę został odznaczony orderem wojskowym „Virtuti Militari” V klasy. 5 lipca 1916 pod Wołczkiem dostał się do niewoli rosyjskiej, w której przebywał do wiosny 1919.
Od 1 kwietnia 1919 w odrodzonym Wojsku Polskim. W stopniu sierżanta w 7 pułku piechoty walczył na froncie wojny polsko-bolszewickiej. 25 lipca 1919, jako podoficer byłych Legionów Polskich został mianowany z dniem 1 lipca 1919 na stopień podporucznika w piechocie.
W 1921 został odkomenderowany w celu ukończenia studiów na Wydziale Prawa Uniwersytetu Jagiellońskiego. Od stycznia 1923 z tytułem doktora prawa, sędzia w Wojskowym Sądzie Rejonowym w Zamościu. Z dniem 31 grudnia 1924, na własną prośbę, został przeniesiony do rezerwy. Pracował w zawodzie sędziego aż do emerytury w 1964. W 1934, jako oficer rezerwy pozostawał w ewidencji Powiatowej Komendy Uzupełnień Wadowice. Posiadał przydział w rezerwie do 12 pułku piechoty w Wadowicach. Przed II wojną światową był sędzią Sądu Okręgowego w Krakowie.
Zmarł w Krakowie, został pochowany na cmentarzu w Bochni.

## Życie prywatne
Żonaty od 1929 z Karoliną z d. Durlak. Mieli dzieci: Marię (ur. 1933), Andrzeja (ur. 1935) i Annę (ur. 1935).

## Ordery i odznaczenia
- Krzyż Srebrny Orderu Wojskowego Virtuti Militari nr 7388 – 17 maja 1922[3][1][9][10][11]
- Krzyż Niepodległości – 24 października 1931 „za pracę w dziele odzyskania niepodległości”[12][1]
- Krzyż Walecznych dwukrotnie[1]
- Złoty Krzyż Zasługi – 30 stycznia 1939[8]